# André Sá
André Sá, né le 6 mai 1977 à Belo Horizonte (Minas Gerais), est un joueur de tennis brésilien, professionnel de 1996 à 2018.

## Carrière
En simple, il n'a jamais joué de finale d'un tournoi ATP mais il a notamment atteint les quarts de finale à Wimbledon en 2002. Souvent dans le top 100 entre 2000 et juin 2003, il devient joueur de double à plein temps fin 2007 après avoir remporté 11 titres en simple sur le circuit Challenger.
C'est en double qu'il compte ses meilleurs résultats, avec onze titres ATP remportés et une demi-finale au tournoi de Wimbledon 2007.
En 1999, il a obtenu une médaille d'or aux Jeux panaméricains à Winnipeg.
Membre du Conseil des joueurs de l'ATP (ATP Player Council) entre 2012 et 2016, il est nommé en février 2018 par l'ITF, consultant auprès des joueurs. Il est également l'entraîneur de Thomaz Bellucci.

## Parcours dans les tournois duGrand Chelem

### En simple
| Année | Open d'Australie | Open d'Australie | Internationaux de France | Internationaux de France | Wimbledon       | Wimbledon        | US Open         | US Open          |
| ----- | ---------------- | ---------------- | ------------------------ | ------------------------ | --------------- | ---------------- | --------------- | ---------------- |
| 1998  | —                | —                | —                        | —                        | 1er tour (1/64) | Todd Martin      | —               | —                |
| 1999  | —                | —                | —                        | —                        | 2e tour (1/32)  | Karol Kučera     | —               | —                |
| 2000  | —                | —                | 1er tour (1/64)          | Paul Goldstein           | 1er tour (1/64) | Arvind Parmar    | 2e tour (1/32)  | Richard Krajicek |
| 2001  | 2e tour (1/32)   | C. Rochus        | —                        | —                        | 1er tour (1/64) | Arvind Parmar    | 2e tour (1/32)  | Pete Sampras     |
| 2002  | 1er tour (1/64)  | Todd Martin      | 1er tour (1/64)          | Lleyton Hewitt           | 1/4 de finale   | Tim Henman       | 1er tour (1/64) | Feliciano López  |
| 2003  | 1er tour (1/64)  | Adrian Voinea    | 1er tour (1/64)          | Guillermo Coria          | 2e tour (1/32)  | David Nalbandian | —               | —                |
| 2004  | —                | —                | —                        | —                        | 1er tour (1/64) | Hicham Arazi     | —               | —                |

N.B. : à droite du résultat se trouve le nom de l'ultime adversaire.

### En double
| Année | Open d'Australie              | Open d'Australie            | Internationaux de France    | Internationaux de France  | Wimbledon                    | Wimbledon                | US Open                      | US Open                         |
| ----- | ----------------------------- | --------------------------- | --------------------------- | ------------------------- | ---------------------------- | ------------------------ | ---------------------------- | ------------------------------- |
| 1997  | —                             | —                           | —                           | —                         | —                            | —                        | 1er tour (1/32) Ó. Ortiz     | I. Kafelnikov D. Vacek          |
| 1998  | 1er tour (1/32) N. Djordjević | O. Delaitre F. Santoro      | 1er tour (1/32) N. Aerts    | G. Kuerten F. Meligeni    | 1er tour (1/32) N. Aerts     | J.-L. de Jager R. Koenig | 1er tour (1/32) M. Rodríguez | B. Coupe D. Randall             |
| 1999  | 1er tour (1/32) F. Meligeni   | W. Arthurs P. Tramacchi     | —                           | —                         | —                            | —                        | 1er tour (1/32) M. Ruah      | D. Adams J.-L. de Jager         |
| 2000  | —                             | —                           | —                           | —                         | —                            | —                        | —                            | —                               |
| 2001  | —                             | —                           | —                           | —                         | —                            | —                        | 1er tour (1/32) G. Puentes   | Mardy Fish J. Morrison          |
| 2002  | 1er tour (1/32) K. Braasch    | M. Knowles D. Nestor        | 1/8 de finale D. Hrbatý     | M. Damm Cyril Suk         | 1er tour (1/32) Jim Thomas   | M. Knowles D. Nestor     | 1er tour (1/32) D. Hrbatý    | L. Harper-Griffith E. Taino     |
| 2003  | 1er tour (1/32) M. Hood       | M. Knowles D. Nestor        | 1er tour (1/32) D. Hrbatý   | J. Björkman T. Woodbridge | 1/8 de finale D. Hrbatý      | M. Knowles D. Nestor     | 1er tour (1/32) D. Hrbatý    | M. Bhupathi Max Mirnyi          |
| 2004  | 1/4 de finale F. Saretta      | Bob Bryan Mike Bryan        | 1er tour (1/32) F. Saretta  | J. Kerr T. Vanhoudt       | 2e tour (1/16) F. Saretta    | W. Black K. Ullyett      | 1er tour (1/32) G. Kuerten   | M. Knowles D. Nestor            |
| 2005  | 1er tour (1/32) R. Mello      | S. Huss P. Luczak           | 1er tour (1/32) D. Hrbatý   | X. Malisse O. Rochus      | 1er tour (1/32) R. Delgado   | F. Čermák L. Friedl      | —                            | —                               |
| 2006  | —                             | —                           | —                           | —                         | 1/8 de finale R. Delgado     | F. Santoro N. Zimonjić   | —                            | —                               |
| 2007  | —                             | —                           | 2e tour (1/16) M. Melo      | J. Erlich Andy Ram        | 1/2 finale M. Melo           | A. Clément M. Llodra     | 1/4 de finale M. Melo        | P. Hanley K. Ullyett            |
| 2008  | 1er tour (1/32) M. Melo       | L. Arnold Ker F. López      | 2e tour (1/16) M. Melo      | Rajeev Ram B. Reynolds    | 1/8 de finale M. Melo        | K. Anderson R. Lindstedt | 1/8 de finale M. Melo        | T. Robredo S. Roitman           |
| 2009  | 2e tour (1/16) M. Melo        | L. Arnold Ker J. Mónaco     | 1er tour (1/32) M. Melo     | I. Kunitsyn D. Toursounov | 2e tour (1/16) M. Melo       | C. Kas V. Troicki        | 2e tour (1/16) M. Melo       | J. Knowle J. Melzer             |
| 2010  | 1er tour (1/32) T. Bellucci   | E. Butorac Rajeev Ram       | 1/8 de finale S. Huss       | Łukasz Kubot O. Marach    | 1er tour (1/32) S. Huss      | C. Ball C. Guccione      | 1er tour (1/32) S. Huss      | Rajeev Ram B. Reynolds          |
| 2011  | 1er tour (1/32) F. Ferreiro   | R. Bopanna A.-U.-H. Qureshi | 1er tour (1/32) F. Ferreiro | F. Čermák F. Polášek      | 1er tour (1/32) F. Ferreiro  | J. I. Chela E. Schwank   | 1er tour (1/32) O. Rochus    | J. Knowle H. Zeballos           |
| 2012  | 2e tour (1/16) M. Mertiňák    | S. Lipsky Rajeev Ram        | 1er tour (1/32) M. Mertiňák | M. Knowles X. Malisse     | 2e tour (1/16) B. Soares     | J. I. Chela E. Schwank   | 1er tour (1/32) J. Murray    | A. Peya Bruno Soares            |
| 2013  | 2e tour (1/16) J. Marray      | Robin Haase I. Sijsling     | 1/8 de finale F. López      | D. Marrero F. Verdasco    | 1er tour (1/32) M. Demoliner | Bob Bryan Mike Bryan     | 2e tour (1/16) F. López      | J. Murray John Peers            |
| 2014  | 1er tour (1/32) F. López      | A. Peya Bruno Soares        | 1/8 de finale Mate Pavić    | M. Granollers Marc López  | 1/8 de finale Mate Pavić     | V. Pospisil Jack Sock    | 2e tour (1/16) Mate Pavić    | D. Marrero F. Verdasco          |
| 2015  | 1er tour (1/32) Mate Pavić    | J. S. Cabal Robert Farah    | 1/8 de finale M. González   | Radu Albot Lukáš Rosol    | 1er tour (1/32) C. Guccione  | J. S. Cabal Robert Farah | 1er tour (1/32) C. Guccione  | Daniel Nestor É. Roger-Vasselin |
| 2016  | 1er tour (1/32) C. Guccione   | Bob Bryan Mike Bryan        | 1/8 de finale C. Guccione   | Ivan Dodig Marcelo Melo   | 1er tour (1/32) C. Guccione  | Mate Pavić Michael Venus | 1/4 de finale C. Guccione    | Jamie Murray Bruno Soares       |
| 2017  | 1er tour (1/32) L. Paes       | T. C. Huey Max Mirnyi       | 2e tour (1/16) J. Erlich    | S. González D. Young      | 1er tour (1/32) Dudi Sela    | N. Monroe Artem Sitak    | 1er tour (1/32) P. Oswald    | A. Krajicek J. Withrow          |

N.B. : le nom du ou de la partenaire se trouve sous le résultat ; le nom des ultimes adversaires se trouve à droite.

### En double mixte
| Année | Open d'Australie              | Open d'Australie            | Internationaux de France | Internationaux de France | Wimbledon                       | Wimbledon                     | US Open                       | US Open                    |
| ----- | ----------------------------- | --------------------------- | ------------------------ | ------------------------ | ------------------------------- | ----------------------------- | ----------------------------- | -------------------------- |
| 2008  | —                             | —                           | —                        | —                        | 1er tour (1/32) J. Husárová     | Jill Craybas Wesley Moodie    | 1er tour (1/16) K. Bondarenko | Liezel Huber Jamie Murray  |
| 2009  | —                             | —                           | —                        | —                        | 1/4 de finale Ai Sugiyama       | Cara Black Leander Paes       | 2e tour (1/8) M. J. Martínez  | Hsieh Su-wei Kevin Ullyett |
| 2010  | 1er tour (1/16) Anabel Medina | D. Hantuchová Daniel Nestor | —                        | —                        | 2e tour (1/16) V. Zvonareva     | I. Benešová Lukáš Dlouhý      | —                             | —                          |
| 2011  | —                             | —                           | —                        | —                        | —                               | —                             | —                             | —                          |
| 2012  | —                             | —                           | —                        | —                        | 1er tour (1/32) A. Rodionova    | Hsieh Su-wei Colin Fleming    | —                             | —                          |
| 2013  | 1er tour (1/16) V. Uhlířová   | Květa Peschke M. Matkowski  | —                        | —                        | —                               | —                             | —                             | —                          |
| 2014  | —                             | —                           | —                        | —                        | 2e tour (1/16) R. Voráčová      | Elina Svitolina Florin Mergea | —                             | —                          |
| 2015  | —                             | —                           | —                        | —                        | 1er tour (1/32) L. Arruabarrena | Raluca Olaru Michael Venus    | —                             | —                          |
| 2016  | —                             | —                           | —                        | —                        | 2e tour (1/16) B. Krejčíková    | A. Hlaváčková Łukasz Kubot    | —                             | —                          |
| 2017  | —                             | —                           | —                        | —                        | 1er tour (1/32) Raquel Atawo    | Ana Konjuh Nikola Mektić      | —                             | —                          |

N.B. : le nom du ou de la partenaire se trouve sous le résultat ; le nom des ultimes adversaires se trouve à droite.

## Parcours dans lesMasters 1000
| Année | Indian Wells | Miami                 | Monte-Carlo       | Rome | Hambourg | Canada | Cincinnati | Madrid               | Paris |
| ----- | ------------ | --------------------- | ----------------- | ---- | -------- | ------ | ---------- | -------------------- | ----- |
| 2002  | —            | 2e tour J.-M. Gambill | 1er tour G. Cañas | —    | —        | —      | —          | 1er tour F. González | —     |
| 2003  | —            | 1er tour J. Björkman  | —                 | —    | —        | —      | —          | —                    | —     |

N.B. : sous le résultat se trouve le nom de l’ultime adversaire.

## Classements ATP en fin de saison
| Année          | 1997 | 1998 | 1999 | 2000 | 2001 | 2002 | 2003 | 2004 | 2005 | 2006 | 2007 | 2008 | 2009 | 2010 | 2011 | 2012 | 2013 | 2014 | 2015 | 2016 | 2017 |
| Rang en simple | 165  | 126  | 123  | 106  | 86   | 66   | 210  | 179  | 181  | 181  | 527  | -    | -    | -    | -    | -    | -    | -    | -    | -    | -    |
| Rang en double | 145  | 130  | 203  | 239  | 75   | 69   | 72   | 75   | 177  | 70   | 28   | 21   | 44   | 71   | 55   | 58   | 65   | 73   | 42   | 53   | 94   |

Source : (en) Classements de André Sá sur le site officiel de la Fédération internationale de tennis